# Biggles
James Bigglesworth, soprannominato Biggles, è un personaggio immaginario protagonista di una omonima serie di libri di avventura per ragazzi scritta da William Earl Johns esordita nel 1932 e che ebbe numerose trasposizioni in altri media come una serie televisiva nel 1960, un lungometraggio cinematografico nel 1986, oltre che fumetti e videogiochi.

## Storia editoriale
Il personaggio esordì nel 1932 nella storia The White Fokker, pubblicata nel primo numero della rivista Popular Flying e poco dopo nella collana dedicata alle storie del personaggio, The Camels Are Coming. Johns continuò a scrivere storie del personaggio fino alla sua morte nel 1968, realizzando un centinaio di volumi tra romanzi e antologie di racconti.

## Caratterizzazione del personaggio
Nacque in India nel 1899. Quando crebbe si arruolo nel Royal Flying Corps e partecipò come pilota alla prima guerra mondiale; fra le due guerre fece il pilota di voli charter ma segretamente collaborava con l'MI6, il servizio segreto britannico. Durante la seconda guerra mondiale fu caposquadriglia per poi divenire agente di Scotland Yard nel secondo dopoguerra a capo della "Divisione Polizia aerea speciale". Si innamorò poi di una ragazza francese Marie Janis, che si rivelò essere una spia tedesca, complice di un suo nemico di lunga data, Erich von Stalhein; questi venne poi punito per non essere riuscito a intrappolare Biggles, venendo esiliato; fu poi salvato da Biggles stesso che in seguito ebbe il suo aiuto quando si trovò a cercare di salvare Marie da un ex funzionario della Gestapo che la teneva prigioniera.

## Trasposizioni in altri media
Cinema
- Avventura nel tempo (1986) lungometraggio britannico diretto da John Hough

Fumetti
- Vennero prodotte diverse serie a fumetti incentrate sul personaggio in diversi paesi europei come la Gran Bretagna, Belgio, Francia e Svezia oltre che in India.
- Negli anni sessanta vennero pubblicati anche in Italia in appendice alla serie a fumetti dedicata a Rin Tin Tin & Rusty della Editrice Cenisio.[2]

Televisione
- Biggles (1960) serie televisiva in 44 episodi basata sulla serie di libri scritti da W.E. Johns.
- Il personaggio venne parodiato in una serie di sketch nella serie televisiva Monty Python's Flying Circus; ci fu anche un episodio intitolato Biggles Dictates a Letter.[3]

Videogiochi
- Biggles (1986) prodotto dalla Mirrorsoft per Amstrad CPC, Commodore 64 e ZX Spectrum.

Teatro
- Biggles Flies a Fokker Home è una commedia teatrale del 2011 dove venne parodiato il personaggio.[4]